# Munition non explosée
 (octobre 2014).

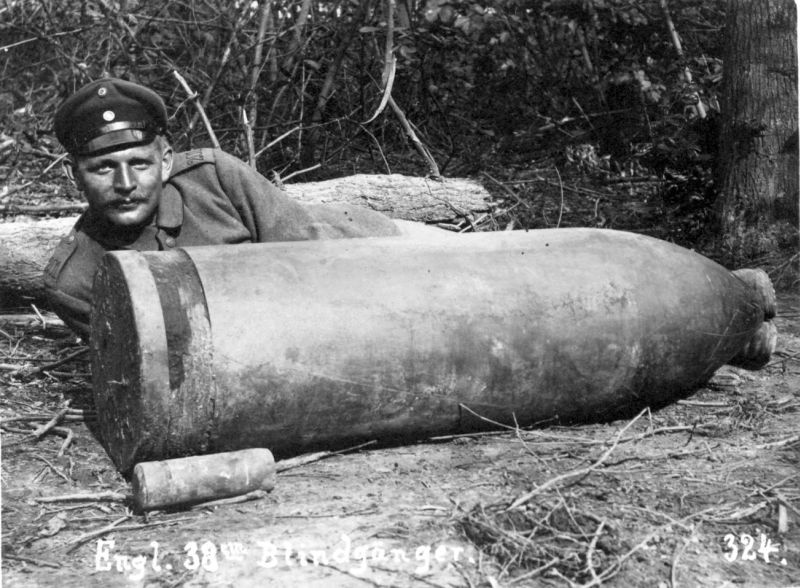
Obus anglais de gros calibre (38 cm), qui n'a pas explosé à l'impact, comme en moyenne un obus sur quatre en 1914-1918.

L'expression munitions non explosées (traduction littérale de l'anglais UneXploded Ordnance (UXO)) ou restes explosifs de guerre (Explosive Remnants of War (ERW)) désigne généralement des munitions équipées d'une charge explosive, qui ont été tirées, mais n'ont pas explosé à l'impact.
Il peut également s'agir de munitions stockées et perdues ou oubliées.

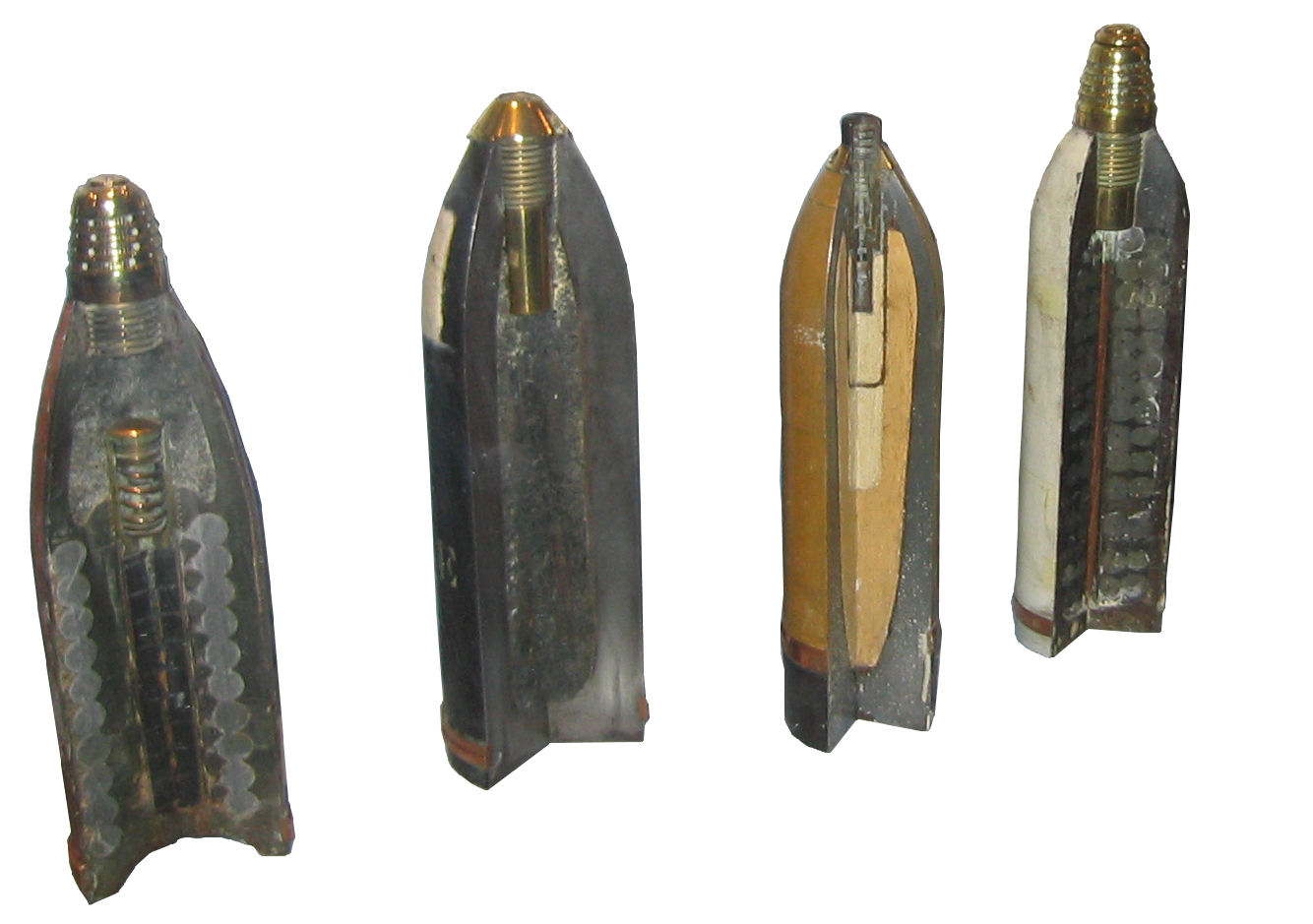
Exemples d'obus de la Première Guerre mondiale, fréquemment trouvés non explosés • Obus de 90 mm à mitraille (shrapnel) - Obus de 120 mm incendiaire en fonte modèle 77/14 - Obus de 75 mm explosif modèle 16 - Obus de 75 mm à balles (shrapnel) modèle 97.

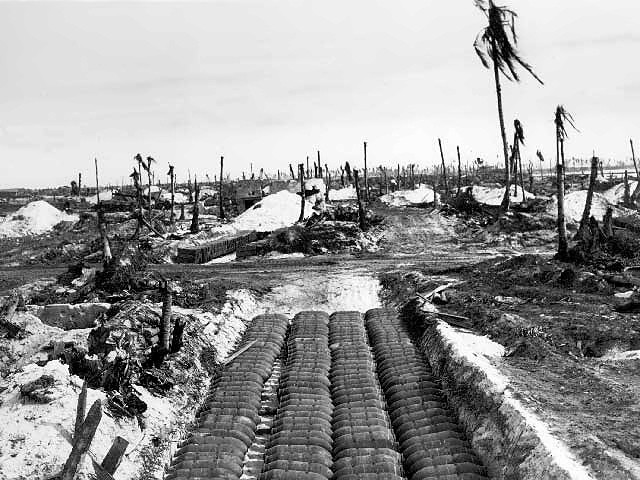
Enfouissement de munitions non explosées dans une zone de combat entre Américains et Japonais sur les îles Marshall à la fin de la Seconde Guerre mondiale.

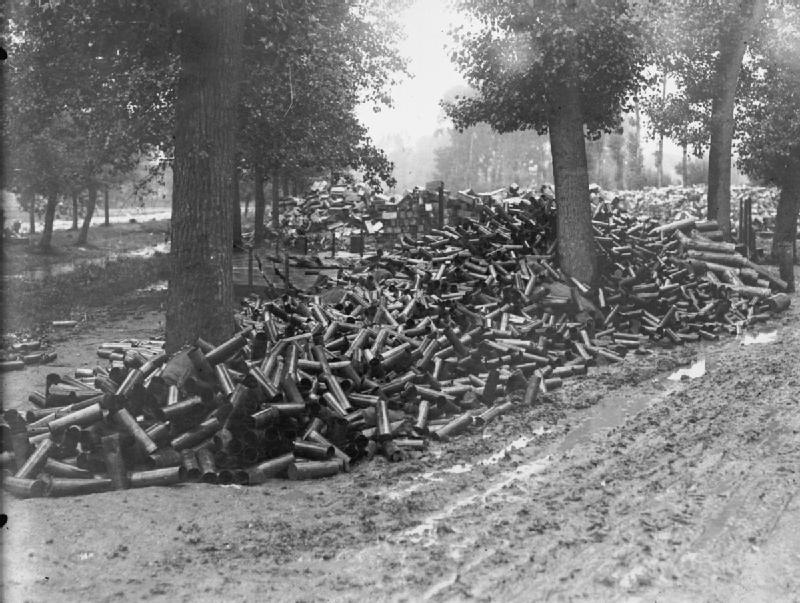
Ces douilles ne donnent qu'une faible idée du nombre d'obus tirés dans le secteur de la Somme. En 1914-1918, un obus sur quatre n'explosait pas, et 8 sur 10 lorsqu'ils tombaient dans l'eau ou sur les sols humides ou mous (tourbe, sable, etc).

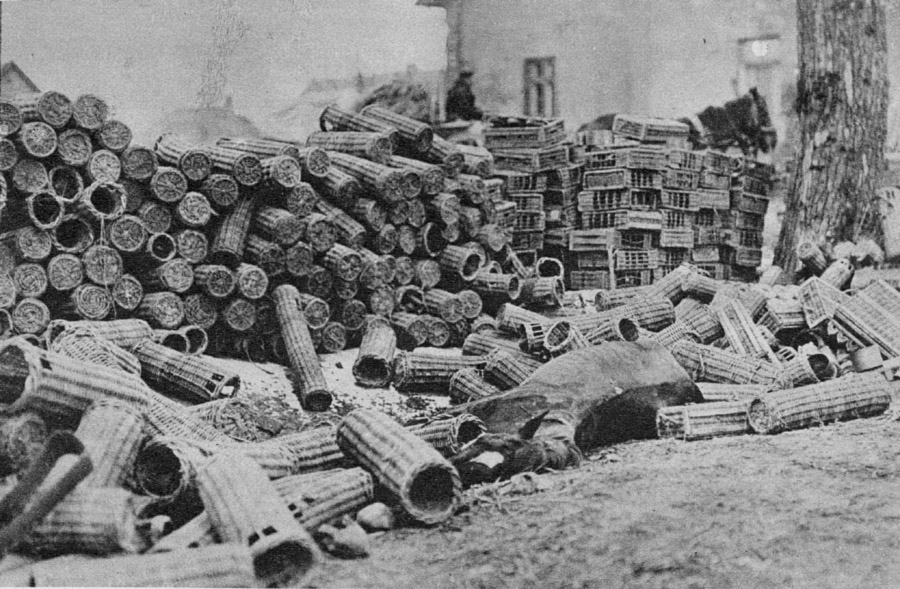
Protections de munitions russes de l'armée impériale, abandonnées lors de la retraite (fin 1914 ou début 1915). Lors des retraites ou des invasions, il est arrivé que des munitions soient enterrées, cachées dans des galeries ou jetées à l'eau pour qu'elles ne tombent pas aux mains de l'ennemi, sur des sites parfois ensuite oubliés.

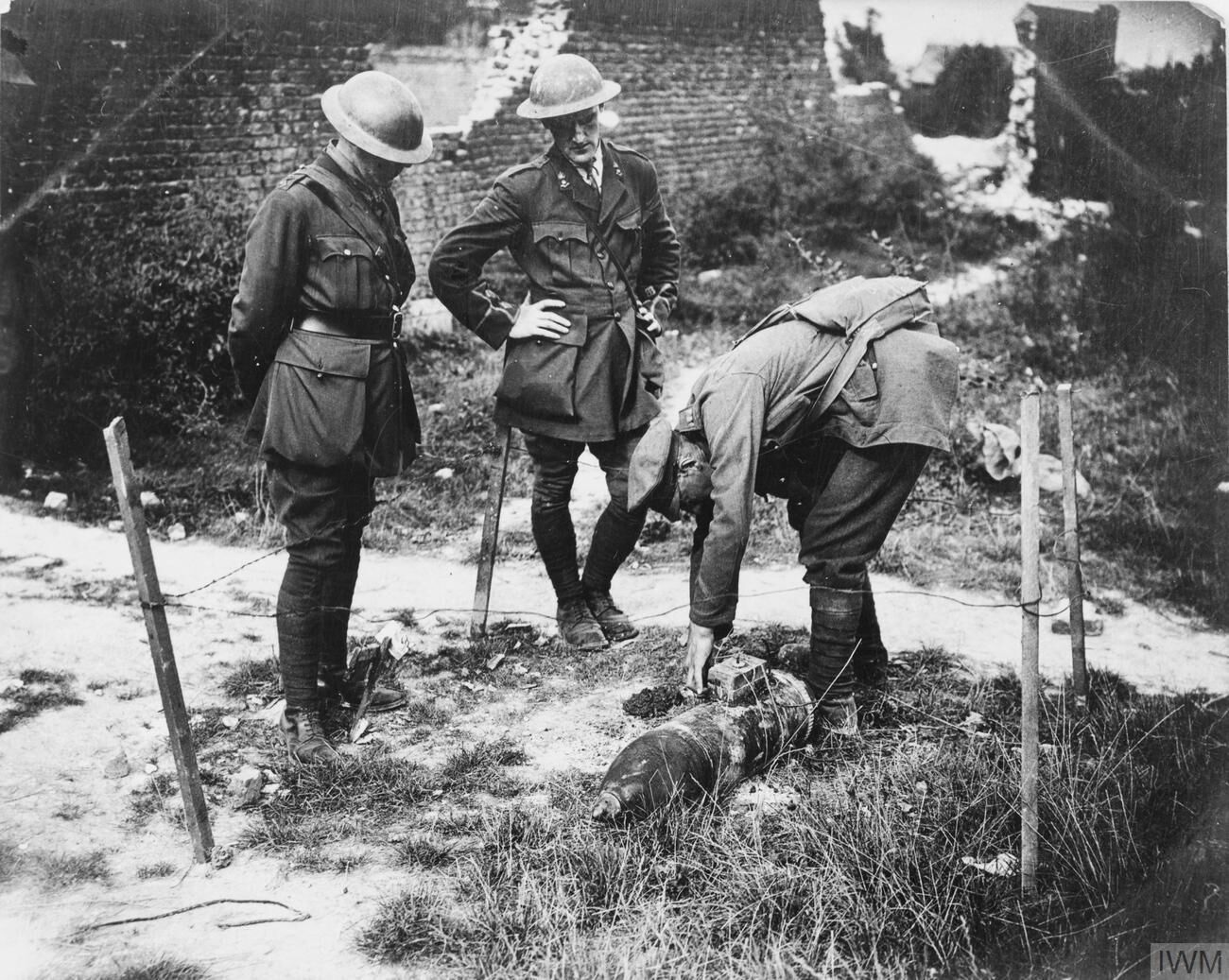
Deux officiers anglais surveillant la préparation de la destruction d'un obus non explosé, en 1918.

## Risques et enjeux
Ces munitions non explosées, avec ou sans détonateur, posent un quadruple problème :
1. Risque d'explosion, lors d'incendies de forêt (ex durant la canicule de 2003 : trois incendies ont eu lieu en forêt d'Oger, dans le camp militaire de Pontfaverger-Moronvilliers (Marne) et de Liffré (près de Rennes), accompagnés de déflagrations de munitions anciennes[1]), par mise à feu spontanée, volontaire ou accidentelle (l'acide picrique est le principal explosif utilisé en 1914-1918. Il réagit au contact des métaux en cours de corrosion en formant des picrates particulièrement sensibles, et susceptibles de provoquer l'explosion de la munition). Au Cambodge, selon l'ONG AeDe, les enfants sont trois fois plus victimes d'engins non explosés que de mines[2]. Même sans incendie, des vagues de chaleur plus intenses et fréquentes augmente le risque d'explosion de munitions anciennes, exposés à la chaleur et à l'humidité surtout si elles ont été mal stockées (les munitions sont conçues pour résister à de fortes chaleurs, mais durant un temps limité au delà duquel elles deviennent instables : pour chaque tranche supplémentaire de 5 °C au-dessus de la température idéale de stockage, le stabilisateur chimique utilisé pour prévenir l'auto-ignition se dégrade d'un facteur 1.7[3]).
2. Risque de fuite de toxique due à la corrosion.
3. Problème écotoxique lié à la toxicité de tout ou partie des éléments qui composent ces munitions (tout particulièrement quand il s'agit d'armes chimiques).
4. Enjeux éthiques liés aux difficultés de reconstruction aggravées par les matériels de guerre abandonnés, et juridiques[4] (poursuites en responsabilité, selon le principe pollueur-payeur par exemple).

Là où ces munitions sont nombreuses, et tout particulièrement dans le cas des munitions immergées et des munitions contenant des toxiques de guerre, elles constituent une menace très grave pour les écosystèmes, la sécurité civile et la santé.

## Historique
Le problème est apparu lors de la Première Guerre mondiale et concerne tous les conflits armés qui ont suivi, ainsi que les terrains d'exercices militaires. La guerre du Viêt Nam en a laissé un nombre particulièrement important (30 % des munitions n'ont pas explosé au Laos, pays réputé avoir été le plus densément bombardé au monde avec 2 millions de tonnes de munitions larguées, dont beaucoup de mines antipersonnel et bombes à sous-munitions), de même dans le golfe persique, en Afghanistan, etc.
Les progrès fulgurants de l'artillerie de 1914 à 1918 ont doté les obus d'une énergie cinétique jamais atteinte auparavant et pouvaient s'enfoncer (sans exploser) jusqu'à 30 m de profondeur et plus dans des sols non rocheux. La plupart y sont toujours.
Parfois, il s'agit de stocks d'obus récupérés lors de la reconstruction, qui ont été enterrés ou jetés en mer, dans des mares, marais, puits, trous d'obus, bras morts de fleuves, ou lacs. Selon une étude suisse, un lac sur deux dans ce pays aurait fait l'objet de rejets de déchets militaires dangereux. On a jeté des milliers d'obus dans des cavernes comme le gouffre où naissent les sources de la Loue, en France. L'eau qui alimente le fleuve et une partie des habitants du département y coule aujourd'hui sur un lit d'obus jetés là après 1918.
En France, en Angleterre, en Allemagne, on retrouve régulièrement des bombes de 50 kg jusqu'à 10 tonnes datant de 1939-1945, non explosées, à plusieurs mètres de profondeur dans le sol ou dans les sédiments.
En Allemagne, l'exploration par photos aériennes est devenue la méthode courante pour la recherche des munitions non explosées. On fait appel aux photos aériennes prises par les Alliés entre 1939 et 1945. Cette exploitation est réalisée par les Kampfmittelräumdienste des Länder ou des entreprises privées comme la Luftbilddatenbank Dr Carls.
Le service du Land de Bade-Wurtemberg (autour de Stuttgart) s'occupe de rechercher et de déminer les munitions non explosées. Ce service de recherche occupe 33 personnes à temps plein depuis 1946, parmi lesquelles en continu 3 à 5 géomètres-photogrammètres. Il reste beaucoup de travail à accomplir, sur encore de très nombreuses années, étant donné que 20 % des bombes larguées pendant la Seconde Guerre mondiale n'ont pas explosé et attendent qu'on les détecte et les neutralise.
Entre le 12 août 1946 et le 31 décembre 2008, ce service régional civil a retrouvé et neutralisé 6 680 327 kilos de munitions et 24 375 bombes d'avion. Par ailleurs, 85 169 345 mètres carrés (un peu plus de 8 500 hectares) ont été déclarés exempts de munitions. Treize démineurs sont morts dans le cadre de leur mission durant cette même période.
Le groupe de travail « exploitation de la photographie aérienne » se compose de trois collaborateurs qui exploitent les photographies aériennes prises par les Alliés après chaque attaque aérienne. Sur ces photographies aériennes on peut reconnaître des zones durement touchées par les combats, des fortifications, des réseaux de tranchées, des cônes formés par des bombes explosées et, en partie également, les points d'impact en surface des bombes non explosées qui ont pénétré dans le sol.
Ces images représentent à moyen terme la seule source d'information permettant de rechercher dans le sous-sol les munitions qui y sont restées enfouies. Bientôt, il ne restera en effet plus aucun témoin de cette époque. Le service chargé de l'élimination de ces munitions dispose d'environ 60 000 photographies aériennes du Land de Bade-Wurtemberg qui ont été acquises en Grande-Bretagne. Par ailleurs, 42 000 autres photographies aériennes ont été obtenues jusqu'à présent de la part des États-Unis.
Les photographies aériennes sont exploitées à l'aide d'instruments de restitution photogrammétrique et les informations recueillies sont ensuite reportées sur les plans cadastraux actuels. Le collaborateur responsable du secteur réexamine et étudie alors les possibilités d'assainissement des surfaces suspectes. Actuellement, seules les zones concernées par une demande de permis de construire peuvent être étudiées, c'est-à-dire que seules les images d'un secteur concerné par un chantier de construction sont exploitées. Ensuite, la photo aérienne retourne dans les archives classées. L'exploitation complète de toutes les images et l'évacuation subséquente des munitions exigeraient de multiplier fortement le personnel occupé actuellement ainsi que le matériel nécessaire.

## Quantités
Elles sont considérables. Par exemple pour la seule Première Guerre mondiale, et pour les seuls obus tirés : Prentiss a estimé en 1937 qu'environ 1,4 milliard d'obus conventionnels avaient été tirés durant les quatre années de la Première Guerre mondiale. Linnenkohl en 1996 a abaissé ce chiffre à 856 millions d'obus tirés, sans prendre en considération les munitions tirées sur le front italien ou en Afrique, mais en surestimant peut-être les munitions tirées par les canons américains. Une quantité de 0,9 à 1 milliard semble proche de la réalité, soit environ 15 millions de tonnes de métaux et d'explosifs. À ces chiffres il faut ajouter :
- les projectiles de tranchée (tonnage important mais qui n'a pu être évalué faute d'archives accessibles ou conservées) ;
- les projectiles (grenades, bombes, etc.) lancés d'avion, dont le tonnage n'a pas à ce jour été estimé ;
- un tonnage considérable de munitions d’infanterie (environ 50 milliards de cartouches d’infanterie tirées selon Prentiss[7]) ;
- les munitions chimiques d’artillerie dont une grande quantité a été fabriquée les deux dernières années de guerre, représentant un tiers des munitions sur les chaînes de fabrication lors de l'armistice, soit 66 millions de projectiles chimiques tirés avant l'armistice selon Prentiss (1937).

Un grand nombre d'obus ont été tirés et sont retombés sans avoir explosé. Rien que pour l'Europe de l'Ouest, les experts du déminage et de la sécurité civile l'estiment à un quart du milliard d'obus tirés pendant la Première Guerre mondiale dans le nord et l'est de la France. (les services de l'Armée ont estimé que 70 % des obus tirés avaient explosé. Cette étude a été faite lors des problèmes d'usinage des fusées par l'industrie américaine qui, utilisant le pied et le pouce alors que les plans originaux étaient en centimètres, furent source de nombreux ratés allant jusqu'à 33 % des obus tirés. Pour vérifier ces estimations, il suffit de se reporter aux tirs des pièces, en nombres d'obus tirés, et de vérifier avec les observateurs qui guidaient les tirs. Dans certains cas, le chiffre de raté est inférieur à 1 %)[réf. nécessaire]. et environ un dixième de ceux de la Seconde Guerre mondiale n'ont pas explosé. Or, si le déminage a été méthodiquement conduit après le conflit de 1939-1945, il a été moins bien réalisé après 1918, époque où l'on ne disposait pas de détecteurs de métaux ou d'explosifs. Les archives disponibles pour le déminage à cette époque sont peu nombreuses car la priorité était à la reconstruction : le déminage a utilisé des prisonniers de guerre et des travailleurs étrangers et il fallait aussi affronter l'épidémie de grippe espagnole. De plus, une partie des archives françaises a été détruite lors de la Seconde Guerre mondiale.
Depuis 1945, date à laquelle a débuté un déminage rigoureux et coordonné, ce sont plus de 660 000 bombes, 13,5 millions de mines et 24 millions d'obus et autres explosifs (des deux guerres mondiales ou parfois issus d'exercices) qui ont été dégagés[Quand ?]. Autour de Verdun, on extrait encore environ 900 tonnes de munitions du sol par an. À ce rythme — sans prendre en compte la dégradation naturelle des munitions — il faudrait environ 700 ans pour nettoyer et détruire la totalité des obus non explosés enfouis dans les sols français. De plus, les premières archives organisées semblent ne dater que de 1950 environ. Elles n'ont été informatisées qu'à partir de l'an 2000, ce qui laisse un flou historique pour la période 1918-1920 rendant plus difficile la remédiation de cette partie des séquelles de guerre.

## Danger d'explosion

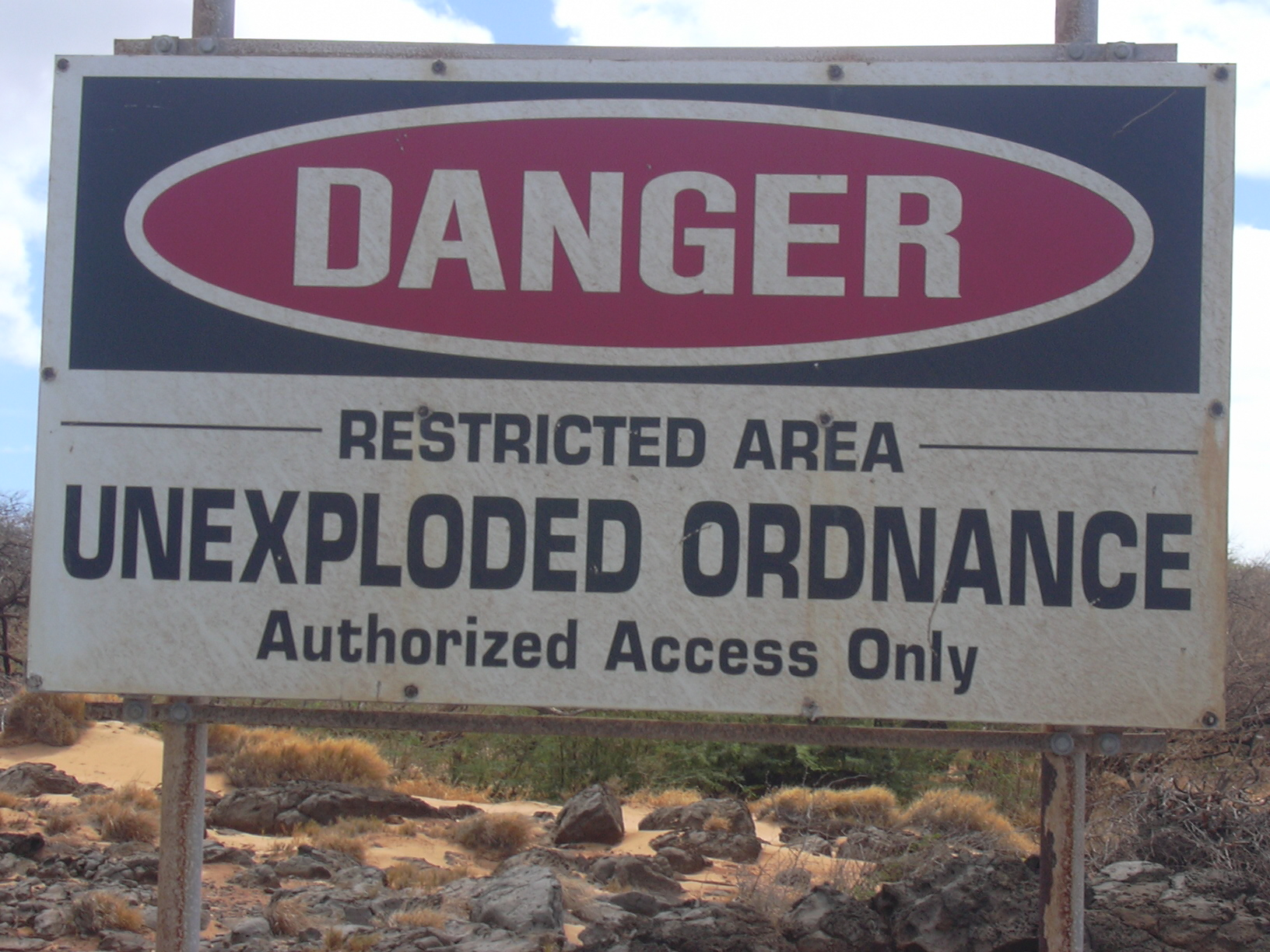
Danger, munitions non explosées, Zone interdite, sauf autorisation (Kahoolawe, Hawai, octobre 2003).

Certaines de ces munitions ont une puissance explosive importante. Le risque d'auto-explosion sous l'eau est moindre, mais certains dépôts sous-marins rassemblent plus de 50 000 tonnes de munitions immergées, de quoi provoquer un mini-tsunami en cas d'explosion. À Halifax, lors de la Première Guerre mondiale, l'explosion d'un navire contenant des munitions dans un port avait déclenché un véritable raz-de-marée qui avait dévasté une partie du port et de la ville.
En 1944, le cargo américain SS Richard Montgomery s'est échoué devant les côtes nord du Kent près de l'île de Sheppey dans l'estuaire de la Tamise (à 1,5 mile de Sheerness et à 5 miles de Southend). Sur les 6 127 tonnes qu'il devait transporter à Cherbourg, 3 173 tonnes de munitions correspondant à 13 700 munitions, dont 1 429 caisses de bombes au phosphore et 1 400 tonnes de TNT), ont été abandonnées avec le navire avant d'avoir pu être transbordées sur d'autres navires, comme le reste de la cargaison. Ces munitions présentent toujours un risque d'explosion ou de fuite, justifiant une surveillance permanente par les garde-côtes et au radar. Selon une étude du New Scientist (de 1970 ?) évoquée en août 2004 par la BBC, une explosion de cette épave provoquerait une gerbe d'eau de plus de 300 mètres de hauteur, une projection de débris jusqu'à environ 3 km de hauteur dans le ciel, et un mini raz-de-marée de 4 à 5 mètres de haut. Rien que le TNT présent dans ce bateau correspond à 1/12e de la puissance d'une bombe atomique telles que celles larguées sur le Japon. Ce serait la plus forte explosion non nucléaire qu'il y ait jamais eu (selon l'auteur[Qui ?]). La plupart des vitres de la ville de Sheerness, à 2 km de là, seraient cassées et des bâtiments seraient endommagés par le souffle.
En 2004, le département des Transports britannique a précisé qu'une étude de risque était en cours. L'épave s'est cassée en deux et semble depuis stabilisée. Les experts commissionnés estiment qu'il est moins dangereux de ne pas y toucher que d'y toucher, mais les rapports n'évoquent pas ou peu les risques pour l'environnement. Certaines munitions contiennent de l'azoture de plomb, qui est un explosif primaire devenu commun lors de la Seconde Guerre mondiale, en remplacement du dangereux fulminate de mercure. Ce produit est également toxique mais plus stable et très peu soluble dans l'eau. Cependant, au contact de vapeur d'eau (et non d'eau liquide qui ne le solubilise pas), il peut produire de l'acide azothydrique (HN3) qui, outre qu'il est un poison violent, explosif à température et pression ambiantes, est lui soluble dans l'eau. En solution, il peut se disperser dans la mer, mais également, s'il est piégé dans une munition, attaquer et dissoudre certains métaux (dont le cuivre, le laiton, le zinc et l'acier) en produisant des sels instables, explosifs (et toxiques). On craint une production de cet acide, qui pourrait alors produire de l'azoture de cuivre instable et explosif susceptible en cas de choc de déclencher une explosion en chaîne. Ou encore on estime que l'eau devrait dégrader les munitions après un certain temps et que l'azoture de cuivre a de fortes de chances d'être solubilisée et dispersée dans la mer en cas de corrosion suffisante pour que de l'eau puisse entrer dans les munitions. Plusieurs articles évoquent aussi le risque terroriste.
En 1946, le bateau polonais Kielce a été coulé au large de Folkestone avec un tonnage de munitions issues de la Seconde Guerre mondiale comparable au SS Richard Montgomery. Lorsqu'il a explosé en 1967, à la suite d'une erreur de manipulation lors d'une tentative de récupération des munitions, il a produit une secousse de 4,5 sur l'échelle de Richter, provoquant une panique à Folkestone et laissant un cratère de six mètres de profondeur dans le fond marin.
Dans les fosses des Casquets, environ 8 000 conteneurs britanniques de déchets radioactifs jetés au-dessus d'un lit d'obus et d'autres déchets préoccupent beaucoup les ONG environnementalistes.
Sur terre, les engins agricoles, grues, etc., peuvent faire exploser des munitions anciennes enfouies. Des herbicides à base de chlorate (chlorate de soude par exemple) ne doivent pas être utilisés dans les zones à risque, rappelle l'OSCE (p. 172-178 de son guide de bonnes pratiques). Les fortes chaleurs sont un facteur de risque d'explosion ou de diffusion de gaz toxique, mais la nitroglycérine peut également devenir dangereuse à très basse température (p. 75/178 du guide de l'OSCE).

## Géographie de la pollution séquelle des guerres
Les polluants sont plus ou moins mobiles, mais leurs sources sont souvent géographiquement circonscrites. Ce sont surtout :
- Les zones de stockage de munitions non tirées ou tirées, non explosées et récupérées après une guerre ou sur un centre d'essai de tir ; parfois il s'agit de munitions immergées en mer ou en eau douce.
- Les sites de démantèlement de munitions.
- Les lignes de front quand elles ont existé, comme lors de la Première Guerre mondiale où le front est resté relativement stable parfois durant presque quatre ans. Un calcul très simplifié a été fait par les auteurs d'une étude franco-allemande[12] pour le front-Ouest, qui a reçu à lui seul environ les deux tiers d’un total d'un milliard de munitions (soit dix millions de tonnes) : sur la base d'une longueur d'environ 700 km du front ouest et d'une largeur moyenne d'environ 20 km, on peut déduire que les 14 000 km2 de ce front-Ouest ont reçu un apport moyen en métaux (par les tirs d’artillerie uniquement) de 0,7 kg/m2. Cette moyenne ne doit pas cacher des taux bien plus élevés sur les sites fortement pilonnés comme lors de la bataille de Verdun ou de la bataille de la Somme (un million de morts environ).

## Profondeur
Selon les estimations disponibles, 10 à 30 % des munitions tirées lors de la Première Guerre mondiale n’explosaient pas. Celles qui ont été récupérées après 1935 sont surtout des obus de moyen calibre et des bombes. Celles récupérées en 1914-1919 étaient essentiellement des obus non explosés trouvés dans les 30 premiers centimètres du sol. Mais cette guerre a aussi mobilisé un armement lourd très important et de nombreux obus de gros diamètre ont été tirés de loin. Par exemple, les Allemands tiraient sur Paris avec des canons géants installés à plus de 120 km de leur cible, des canons de 250 tonnes dont la portée était de 126 km, propulsant des obus de 104  à   106 kg à une vitesse d’éjection de 1 600 m/s, dont l'un était par exemple positionné à Fourdrain. Ces obus, quand ils n'ont pas explosé, se sont enfoncés bien plus profondément, notamment quand ils tombaient avec une incidence proche de la verticale sur des vases, des sédiments ou sur des sols meubles.

## Toxicité
On distingue souvent les armes chimiques (faites pour être toxiques) et les munitions dites « conventionnelles » (qui contiennent aussi des toxiques).
Munitions chimiques : pour les obus non explosés trouvés après 1918, les démineurs redoutent toujours une fuite des gaz de combat qu'elles peuvent contenir.
Ces produits sont encore actifs dans la plupart des cas, même près de 100 ans après l'armistice de 1918 (fin 1918, 1/3 environ des obus qui sortaient des chaînes de fabrication étaient des munitions chimiques). Les toxiques présents dans ces obus sont surtout les « Clark I » (chlorure de diphénylarsine) et « Clark II » (cyanure de diphénylarsine) que les démineurs trouvent dans les obus dispersés dans les sols agricoles, urbains et forestiers, notamment dans les obus allemands « à croix bleue ». Les Français ont inventé et utilisé la vincennite (mélange de trichlorure d'arsenic, tétrachlorure d'étain, trichlorométhane (chloroforme) et d’acide cyanhydrique.
Toujours durant la Première Guerre mondiale, des composés organiques halogénés ont été utilisés comme toxiques de combat : ce sont par exemple le bromacétone, le sulfure d'éthyle dichloré (dit ypérite) et le trichloronitrométhane (ou chloropicrine). Ils étaient ajoutés dans les munitions dont le chlorobenzène, tétrachlorure de carbone ; ils sont également toxiques,. la plupart de ces produits sont toxiques à faible voire à très faible dose. De nombreux autres toxiques (neurotoxiques notamment) ont été développés ensuite mais ils ne semblent que très rarement avoir été utilisés. Certaines de ces munitions peuvent aussi avoir été jetées dans l'environnement.
Munitions dites « conventionnelles » : elles sont sources de risque de pollution chronique ou aiguë. À titre d'exemple :
- chaque obus muni de sa douille contient deux amorces contenant chacune deux grammes de fulminate de mercure, soit un gramme de mercure toxique pur) ;
- Tous les explosifs nitroaromatiques présentent une toxicité pour l'homme ou l'environnement et laissent des résidus toxiques qui contamineront l'environnement après leur détonation[17] (c'est un fait utilisé par les enquêteurs pour identifier les explosifs et leur provenance après un tir ou une explosion). Le nitrotoluène, le nitrobenzène et le nitrophénol ainsi que, dans une moindre mesure, le nitroanisol et de nitronaphtaline ont été utilisés dès la Première Guerre mondiale.
- L'explosif le plus commun en 1914-1918 était l'acide picrique, qui est toxique. L'enveloppe (chemise) des munitions et en particulier des obus est très robuste mais non éternelle. L'oxydation des obus entraîne la formation de picrates très instables (explosif) qui rendent ces obus de plus en plus dangereux avec le temps.
- Les douilles étaient quant à elles remplies de nitrates (qui, sans être toxique lorsque présent à faible dose, pose, à des doses plus importantes, de graves problèmes environnementaux dont l'eutrophisation voire la dystrophisation des milieux).
- Le cuivre, le cadmium, le zinc, le plomb, l'antimoine, étaient des composants ou contenus classiques des munitions conventionnelles. Beaucoup d’obus allemands de la période 14-18 contenaient un fumigène à base d’arsenic pour permettre aux artilleurs de mieux repérer le point d’impact de l'obus et régler leur tir. L'arsine a été très utilisée dans les obus chimiques. Ce sont des polluants majeurs aux doses où ils sont présents dans ces munitions. De plus, la toxicité de ces produits est synergiquement exacerbée.

Le dérèglement climatique attendu risque à la fois d'exacerber les risques d'inondations de zones de dépôts enterrés et de rendre plus fréquents et plus graves les incendies de « forêts de guerre » où de nombreux obus sont encore présent dans les couches superficielles du sol.
Plus récemment, les nouveaux explosifs ou carburants (gazeux, liquides ou solides) de fusées et missiles ont introduit de nouveaux polluants dans l'environnement. Le perchlorate (composant pyrotechnique et carburant de fusées, roquettes ou missiles) a significativement pollué les sols de terrains militaires d'exercice et les nappes d'eau potable, par exemple sur le Massachusetts Military Reservation (MMR) à Cape Cod dans le Massachusetts (États-Unis).

## Facteur temps

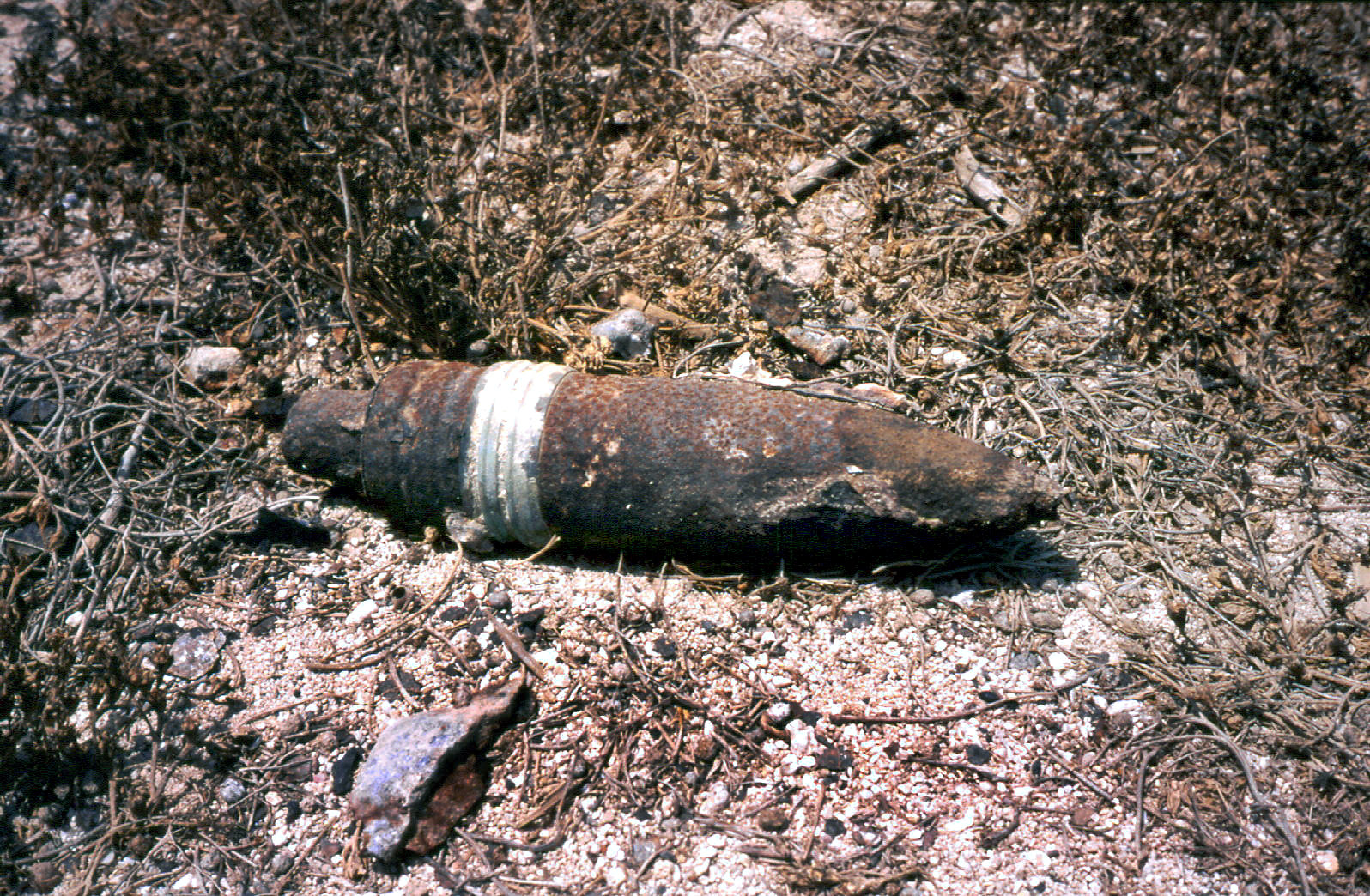
Obus d'artillerie irakien de 1991, déjà très corrodé bien que n'ayant que 9 ans (photo prise en 2000 sur l'île de Kubbar, devant le littoral koweïtien).

Il intervient de plusieurs manières :
1. La corrosion se produit inéluctablement, plus rapidement en environnement oxygéné et salé, très lentement dans un milieu privé d'oxygène, sec et frais. Au rythme moyen de dégradation des obus de la Première Guerre mondiale, c'est vers 2005 que les premières fuites de toxiques chimiques devraient être constatées sur les munitions immergées. En fait, en mer, des douilles (plus fines) sont déjà trouées depuis plus de dix ans, vidées de leurs contenus (nitrates), ainsi que des bombes non explosées percées de part en part par la corrosion. Inversement, on sort parfois de sédiments denses et anoxiques des munitions presque intactes sur lesquelles des inscriptions sont encore lisibles.
2. Avec le temps les mécanismes pyrotechniques de mise à feu deviennent instables, à cause de la corrosion, mais aussi à cause de phénomènes chimiques : des picrates peuvent se former à partir de l'acide picrique ou le fulminate de mercure des amorces peut devenir instable et provoquer des explosions.
3. Le temps est aussi un facteur d'oubli. Des archives sont détruites, perdues ou mal exploitées car écrites dans une langue qui n'est pas celle du pays où elles sont gardées. Les hommes qui savaient où ont été immergés ou enterrés des stocks de munitions sont morts.
4. Après quelques décennies, des dépôts enterrés peuvent se trouver entourés ou pénétrés par le système racinaire d'arbres qui ont poussé. Le déminage devient alors une opération délicate. De même des animaux fouisseurs tels que micromammifères, lapins, rats peuvent avoir creusé jusqu'à ces dépôts des galeries qui rendent la protection de terre moins efficace en cas de fuite de toxiques chimiques.

Remarque : Dans certaines circonstances (ambiance saline, sol acide, phénomène électrique de type anode-cathode...) des munitions modernes semblent se dégrader plus rapidement que certaines munitions de 1914-1918. C'est donc au cas par cas que les études de risque doivent être faites.

## Statut juridique

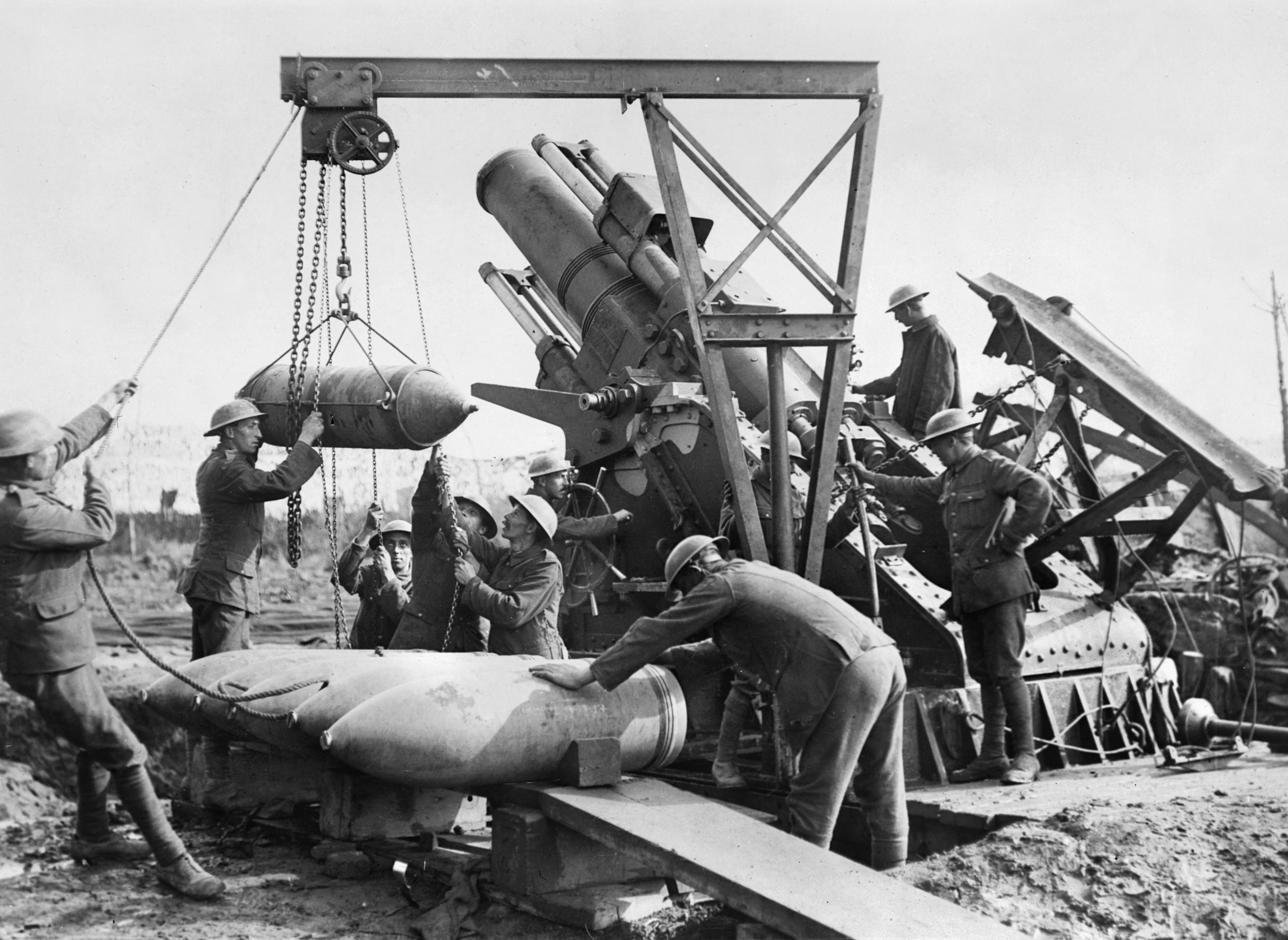
Canon lourd de la Royal Marine Artillery, positionné près de la route de Menin (Belgique), lors de la 3e Bataille d'Ypres, photographié le 5 octobre 1917. Dans plus de 10 % des cas, ce type d'obus peut s'enfoncer jusqu'à plus de 10 m de profondeur, voire plus, sans exploser, tout en restant dangereux.

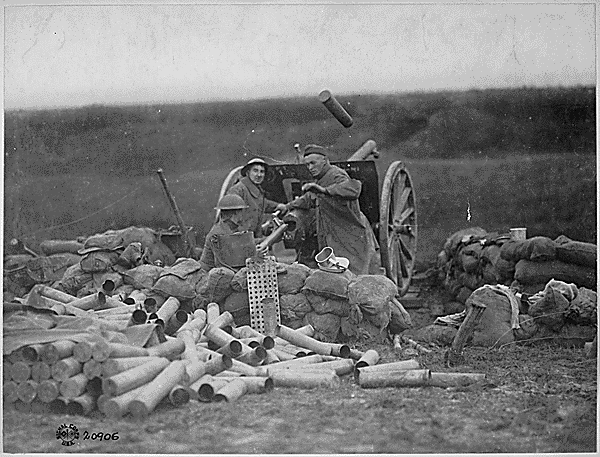
Tir américain sur le front lorrain, le 9 février 1918 près de Beaumont (France) avec un canon de 75 mm modèle 1897. La douille éjectée est encore en l'air qu'un nouvel obus est déjà introduit dans le canon. De la vapeur de mercure, issue de l'amorce qui contient environ 1 gramme de mercure, est respirée par les artilleurs à chaque tir, or ce canon pouvait tirer 6 à 20 obus par minute. Chaque obus à balles (shrapnel) contenait 280 à 300 billes de plomb toxique allié d'antimoine, le nombre de billes variant selon les modèles et selon les pays de fabrication. Ils constituent des déchets toxiques persistants dispersés dans l'environnement. Ces déchets sont aujourd'hui considérés comme « sans responsables ».

Ces munitions ont été utilisées par et contre de nombreux pays et coalitions. Elles répondent à la définition juridique des déchets toxiques et/ou dangereux, mais pour lesquels il est difficile de désigner rétrospectivement des responsables. Alors que le droit de la guerre a toujours évité de traiter ce type de séquelles, le principe pollueur-payeur est inapplicable, et il n'existe pas encore d'instance internationale vouée spécifiquement à la résolution de ce problème.
Jusqu'en 2005, le problème des impacts environnementaux et de santé-environnement était peu connu. Il semble n'avoir été étudié que par de rares spécialistes et plutôt pour les munitions perdues ou stockées sur terre ou pour la seule Mer Baltique. Depuis la parution d'une carte dressant la liste de nombreux sites littoraux d'immersion de munitions actives pour l'Europe de l'Ouest, l'attention du public s'est portée vers les dépôts immergés dont les obus devraient commencer à fuir vers 2005. Cette fois, la complexité du problème s’accroît du fait que certains toxiques peuvent être emportés par le courant, avec des impacts dans un autre pays. Par exemple, la chloropicrine, qui a la consistance d'huile de machine à coudre sous l'eau, peut être emportée très loin par le courant, en restant toxique. Un tsunami, même petit comme il peut s'en produire à partir d'un séisme tel qu'attendu tous les 100 à 200 ans en Manche/Mer du Nord, pourrait balayer un dépôt sous-marin comme celui de Zeebrugge. Qui serait alors responsable des conséquences ?
Le Protocole V de la Convention sur certaines armes classiques adopté en 2003 et entré en vigueur le 12 novembre 2006 sur les restes explosifs de guerre concernant les munitions non explosées exige que les parties à un conflit armé procèdent à l’enlèvement de toutes les munitions non explosées. Fin septembre 2008, 47 États sont parties au Protocole.

## Spécificités médicales et chirurgicales

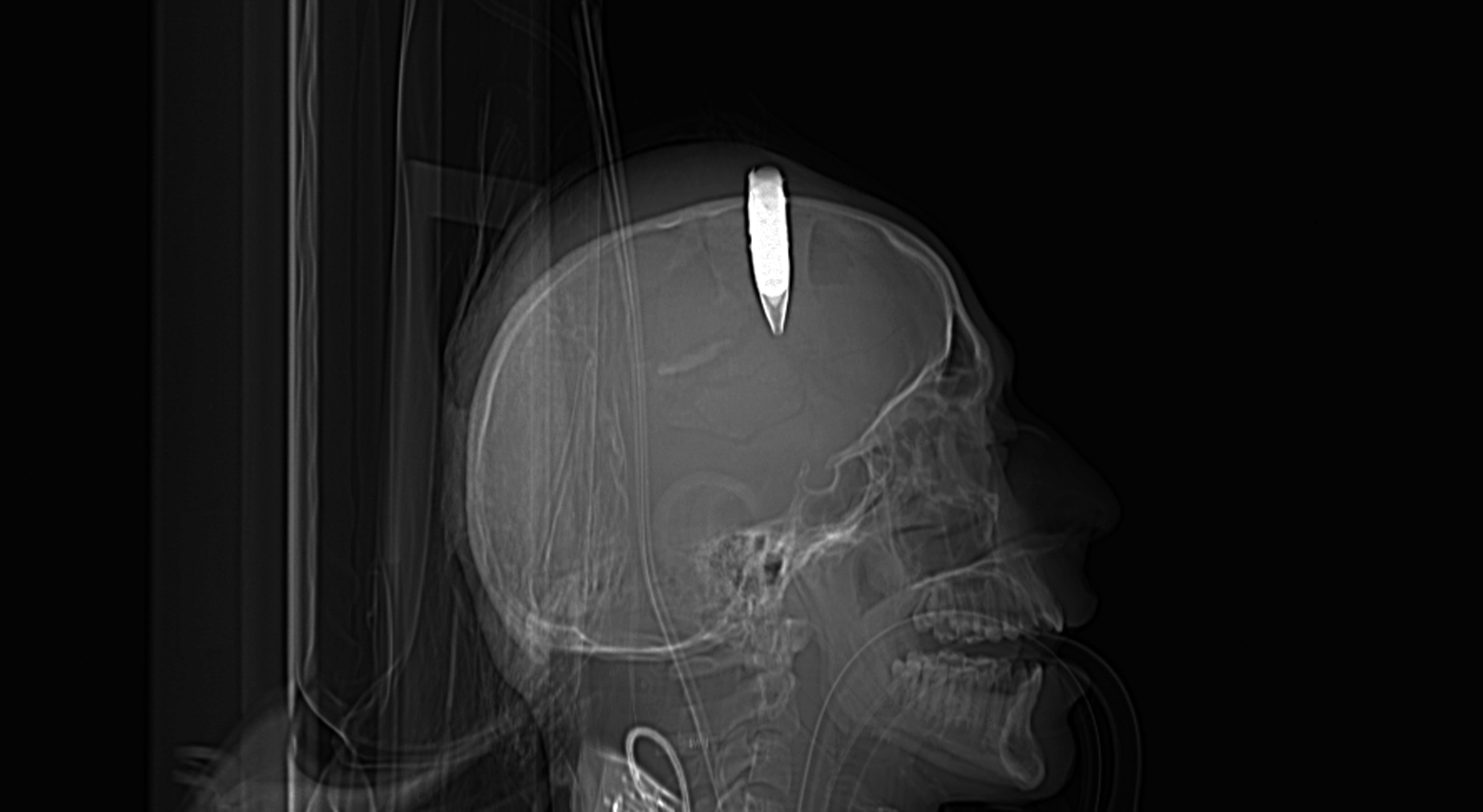
Radiographie d'une munition non explosée (munition incendiaire hautement explosive, de 14.5 mm de long et contenant environ 5 g d'explosif), "fichée" entre le cuir chevelu et l'os crânien d'un soldat de l'armée nationale afghane. Elle a ensuite été extraite par un chirurgien.

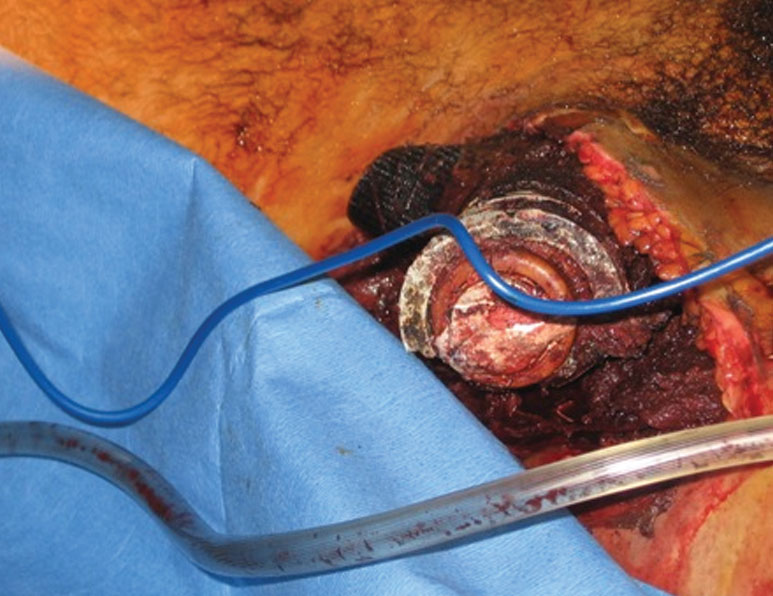
Munition non explosée fichée dans la hanche d'un soldat américain en 2009.

Les munitions non explosées posent des problèmes médicaux spécifiques :
- en cas de patient blessé par une balle explosive ou munition de taille plus importante non explosée encore présente dans le corps. Outre les risques chirurgicaux classiques, le risque d'explosion doit être pris en compte par le chirurgien (le bistouri électrique devrait par exemple être utilisé avec précaution) ;
- en cas de blessure induite par une arme chimique ou biologique, le médecin doit idéalement savoir quel est le composant ou l'agent en cause (une brûlure à l'ypérite ne se traite pas de la même manière qu'une brûlure au phosgène). De plus le médecin et le personnel médical et paramédical doivent être protégés du contact avec cet agent biologique et/ou chimique ;
- les munitions non explosées (munitions antipersonnel notamment) sont sources d'un grand nombre de blessures accidentelles chez les enfants et jeunes de moins de 18 ans.

## Solutions

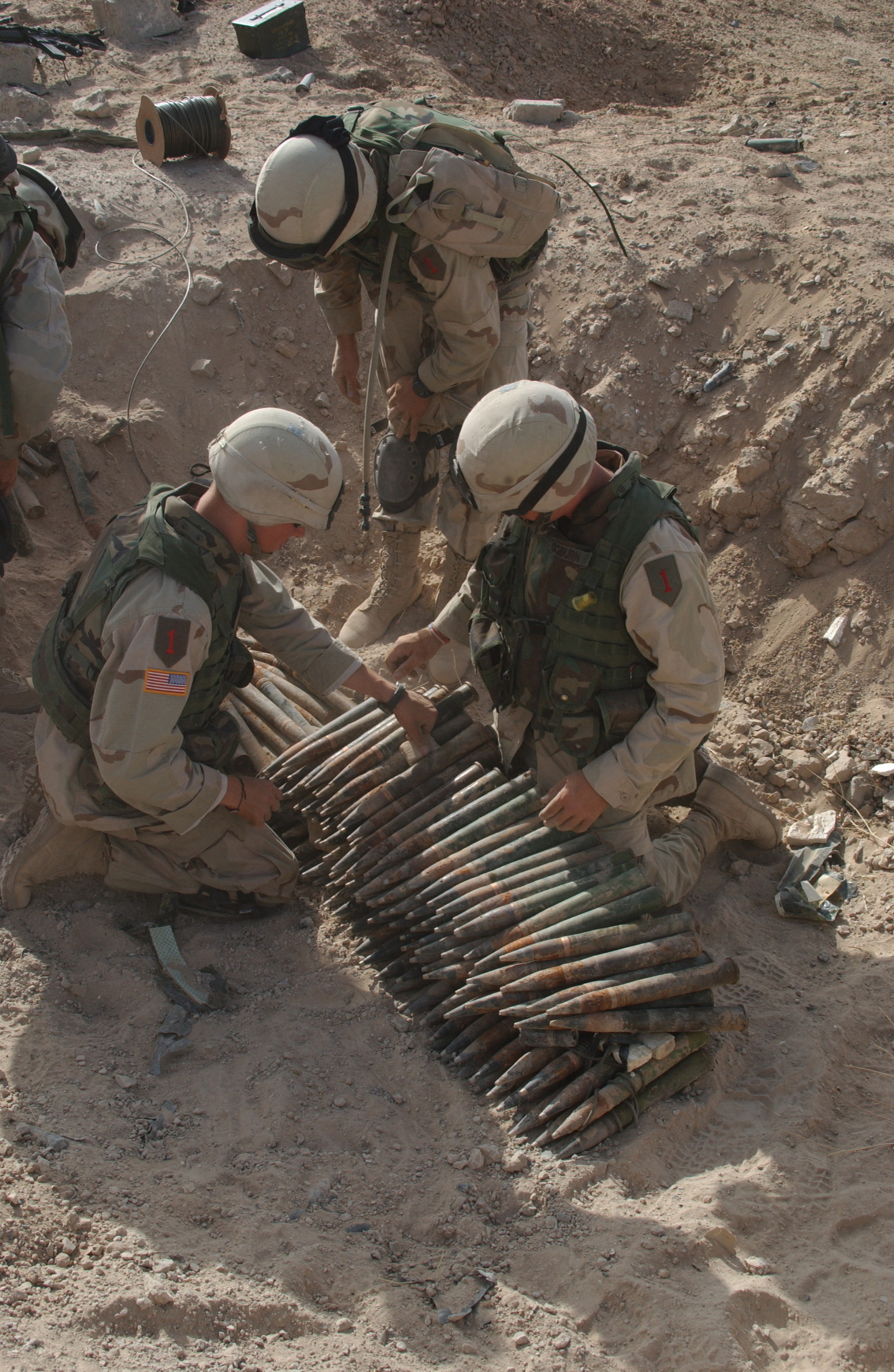
Les démineurs doivent détecter, ramasser puis détruire les munitions non explosées. Ici, des soldats de la Compagnie Alpha (Engineer Battalion, US-Army) placent un explosif (C-4) sur des munitions antiaériennes non explosées de 37 mm pour les détruire afin qu'elles ne soient pas source de morts ou de blessés ou ne soient pas utilisées pour produire des « engins explosifs improvisés » (près de Bayji, en Irak, en juin 2004).

Pour les munitions chimiques, « Chaque Etat partie détermine comment il détruit les armes chimiques, si ce n’est que les méthodes suivantes ne pourront pas être utilisées : déversement dans des eaux quelconques, enfouissement ou combustion à ciel ouvert. Il détruit les armes chimiques uniquement dans des installations spécifiquement désignées et convenablement conçues et équipées ».
Dans tous les autres cas, l'immersion ou la mise en décharge étant interdites ou non recommandées, par l'OSCE par exemple, c'est l'OBOD qui est le mode d'élimination dominant, associant l'explosion à l’air libre (ou en mer) (OD) et le brûlage à l’air libre (OB) des composants démontés mais ce procédé ne convient que pour les munitions « à haut pouvoir explosif » et présente des risques de projections de débris voire d'engins non explosés et de pollution de l'eau, de l'air et du sol. « Du fait de la pollution incontrôlée », cette solution est interdite dans la majorité des pays d’Europe occidentale pour les grandes quantités de munitions à détruire en une seule fois. Le personnel devrait être équipé d'un équipement individuel de protection.
Diverses solutions techniques, parfois sophistiquées, ont été développées pour les obus trouvés ou stockés à terre avec de véritables petites usines de démantèlement, en Belgique et en Allemagne, mais le projet français d'usine de démantèlement (Projet SECOIA) a plusieurs fois été repoussé et devrait entrer en fonction en 2016. La Belgique a proposé une solution européenne commune mais qui tarde à se concrétiser.
Concernant les dépôts sous-marins, lacustres et les épaves « non déminées », la situation est plus complexe, voire critique (voir l'article consacré à ce sujet).